# 舍讷贝格第3公墓
舍讷贝格第3公墓（Friedhof Schöneberg III）又名施图本劳赫大街公墓（Friedhof Stubenrauchstraße），位于德国柏林滕珀尔霍夫-舍讷贝格的弗里德瑙。葬于此地的名人包括意大利钢琴家、作曲家费卢西奥·布索尼（Ferruccio Busoni，1866-1924年）、德国演员、歌手瑪蓮娜·迪特利希（Marlene Dietrich，1901-1992年）以及德国摄影师赫尔穆特·牛顿（Helmut Newton，1920-2004年）。